# 拉比格
拉比格（阿拉伯语：‎，羅馬化：Rābigh）是沙特阿拉伯的城鎮，位於該國西部紅海沿岸，由麥加省負責管轄，處於吉達以北約100公里，鎮上有一間國營醫院和兩間私營健康中心，2010年人口45,876。

## 外部連結
- Rabigh city （页面存档备份，存于） Rabigh city website